# 베로네세 매장
대수기하학에서 베로네세 매장(Veronese埋藏, 영어: Veronese embedding)은 사영 공간을 모든 가능한 동차 단항식을 통하여 더 높은 차원의 사영 공간에 매장하는 방법이다.

## 정의
임의의 자연수 등급 가환환
{\displaystyle R=\bigoplus _{i=0}^{\infty }R_{i}}
이 주어졌다고 하자. 그렇다면, 임의의 양의 정수 {\displaystyle d\in \mathbb {Z} ^{+}}에 대하여 자연수 등급 가환환
{\displaystyle R^{[d]}=\bigoplus _{i=0}^{\infty }R_{di}}
{\displaystyle R_{i}^{[d]}=R_{di}}
을 정의할 수 있다. 베로네세 동형 사상은 다음과 같은 스킴의 동형 사상이다.
{\displaystyle \operatorname {Proj} R=\operatorname {Proj} R^{[d]}\qquad \forall d\in \mathbb {Z} ^{+}}
여기서 {\displaystyle \operatorname {Proj} }는 사영 스펙트럼이다. 특히, 만약 {\displaystyle R^{[d]}}가 {\displaystyle R_{0}} 및 {\displaystyle R_{d}}만으로 생성된다고 하고, {\displaystyle R_{d}}의 {\displaystyle R_{0}}-가군으로서의 임의의 생성원 집합을 {\displaystyle S}라고 하자. 그렇다면, 몫 환 준동형
{\displaystyle R_{0}[S]\to R^{[d]}}
이 존재하며, 이를 통하여 닫힌 몰입
{\displaystyle \operatorname {Proj} R\cong \operatorname {Proj} R^{[d]}\hookrightarrow \operatorname {Proj} R_{0}[S]}
이 존재한다. 이를 베로네세 매장이라고 한다.

### 사영 공간의 경우
가환환 {\displaystyle K}가 주어졌다고 하자. 그렇다면, 사영 공간 {\displaystyle \mathbb {P} _{K}^{n}=\operatorname {Proj} K[x_{0},\dotsc ,x_{n}]}을 생각할 수 있다. 임의의 양의 정수 {\displaystyle d\in \mathbb {Z} ^{+}}에 대하여,
{\displaystyle (K[x_{0},x_{1},\dotsc ,x_{n}])^{[d]}=K[x_{0}^{d},x_{0}^{d-1}x_{1},\dots ,x_{0}x_{1}^{d-1},x_{0}x_{1}^{d-2}x_{2},\dots ,x_{n-1}x_{n}^{d-1},x_{n}^{d}]}
이다. 이러한 단항식의 수는
{\displaystyle {\binom {n+d}{d}}}
이다. {\displaystyle R^{[d]}}는 이 다항식만으로 생성되므로, 이는 닫힌 몰입
{\displaystyle \mathbb {P} _{K}^{n}\hookrightarrow \mathbb {P} _{K}^{{\binom {n+d}{d}}-1}}
을 정의한다. 이를 베로네세 매장(Veronese embedding)라고 한다.

## 예

### 자명한 베로네세 사상
차수 {\displaystyle d}가 0일 경우, 베로네세 사상 {\displaystyle \mathbb {P} ^{n}\to \mathbb {P} ^{0}}는 상수 함수이며, {\displaystyle d=1}일 경우 베로네세 사상 {\displaystyle \mathbb {P} ^{n}\to \mathbb {P} ^{n}}은 항등 함수이다.

### 유리 정규 곡선

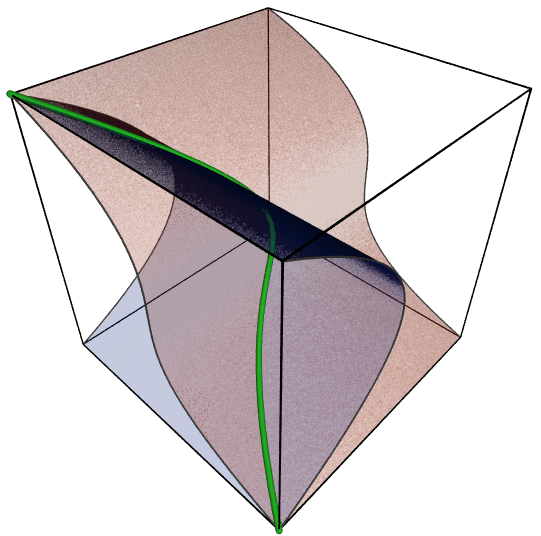
뒤틀린 3차 곡선. 3차원 아핀 공간의 좌표를 로 잡으면, 푸른 곡면은 으로 정의되는 곡면이며, 붉은 곡면은 으로 정의되는 곡면이다. 뒤틀란 3차 곡선은 이 두 곡면의 교집합이다.

{\displaystyle n=1}일 영우, 베로네세 사상
{\displaystyle \mathbb {P} ^{1}\to \mathbb {P} ^{d}}
은 {\displaystyle d}차원 사영 공간 속의 {\displaystyle d}차 유리 곡선을 정의하며, 이를 유리 정규 곡선(有理正規曲線, 영어: rational normal curve)이라고 한다. 낮은 차수의 경우 이는 다음과 같다.
- {\displaystyle d=1}인 경우 이는 항등 함수이다.
- {\displaystyle d=2}인 경우, {\displaystyle [X,Y,Z]=[x^{2},xy,y^{2}]}라고 놓으면, {\displaystyle Y^{2}=XZ}가 된다. 이는 사영 평면 속의 원뿔 곡선을 정의한다.
- {\displaystyle d=3}인 경우, {\displaystyle [X,Y,Z,W]=[x^{3},x^{2}y,xy^{2},y^{3}]}라고 놓으면, {\displaystyle XZ-Y^{2}=XW-YZ=YW-Z^{2}=0}이며, 이는 뒤틀린 3차 곡선(영어: twisted cubic)이라고 한다. 이는 (아이디얼의) 완전 교차가 아닌 가장 간단한 대수다양체이다. 즉, 이를 정의하는 데 3개의 기약 동차다항식이 필요하며, 3개 가운데 하나를 생략하면 새 점들이 추가된다.

여기서 "정규"는 정규 스킴과는 상관없는 구식 용어이며, 매장을 정의하는 인자 선형계가 완비 선형계임을 뜻한다.

### 베로네세 곡면
사영 평면 {\displaystyle \mathbb {P} ^{2}}를 5차원 사영 공간 {\displaystyle \mathbb {P} ^{5}}에 매장한 것을 베로네세 곡면(Veronese曲面, 영어: Veronese surface)이라고 한다.
{\displaystyle (x,y,z)\mapsto (x^{2},y^{2},z^{2},xy,yz,zx)}
베로네세 곡면에서, 임의의 5개의 점을 고르자. 그렇다면, 5차원 사영 공간 속에서 이 5개의 점을 지나는 (여차원 1의) 유일한 초평면이 존재한다. 이 초평면을 정의하는, {\displaystyle (x^{2},y^{2},z^{2},xy,yz,zx)}에 대한 1차 동차다항식은 {\displaystyle (x,y,z)}에 대한 2차 동차다항식을 이루며, 따라서 원래 사영 평면에서의 원뿔 곡선을 이루며, 이 원뿔 곡선은 베로네세 곡면의 5개의 점들을 지나간다. 즉, 이를 통해 평면에서 5개의 점은 (일반적으로) 유일한 원뿔 곡선을 결정함을 알 수 있다.

## 역사
이탈리아의 수학자 주세페 베로네세의 이름을 땄다.

## 참고 문헌
- Harris, Joe (1995). 《Algebraic geometry: a first course》. Graduate Texts in Mathematics (영어) 133. Springer. doi:10.1007/978-1-4757-2189-8. ISBN 978-0-387-97716-4. ISSN 0072-5285. MR 1416564. Zbl 0779.14001.